# 津奇齊亞河
津奇齊亞河（烏克蘭語：Зінчиця），是烏克蘭的河流，位於該國西部赫梅利尼茨基州，發源自克利馬什夫卡，流經赫梅利尼茨基區，河道全長27公里，流域面積115平方公里。